# Auguste Adenauer
Auguste Amalie Julie Adenauer, geborene Zinsser; kurz Gussie Adenauer (* 7. Dezember 1895 in Köln; † 3. März 1948 in Bonn) war die zweite Ehefrau Konrad Adenauers.

## Leben
Auguste Zinsser wurde 1895 als älteste Tochter von Wilhelmine Zinsser, geb. Tourelle (1870–1952) und des Dermatologen, Hochschulprofessors und späteren Rektors der Universität zu Köln, Ferdinand Zinsser (1865–1952) in Köln geboren. Nach der Schulausbildung erhielt sie eine künstlerische und musische Ausbildung. Im Jahr 1911 bezog Konrad Adenauer mit seiner ersten Ehefrau Emma die Villa in der Max-Bruch-Straße 6 in Köln-Lindenthal. Die beiden Familien führten in der Folgezeit ein gutes nachbarschaftliches Verhältnis.

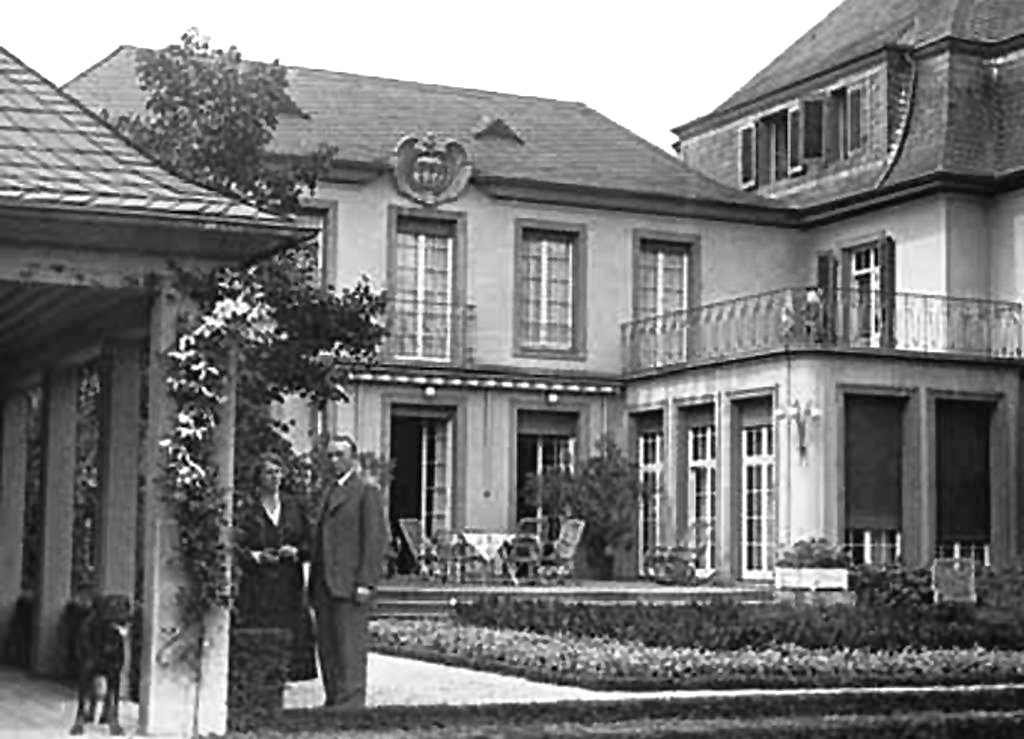
Gussie und Konrad Adenauer im Garten der Villa Max-Bruch-Straße 4–6 in Köln-Lindenthal

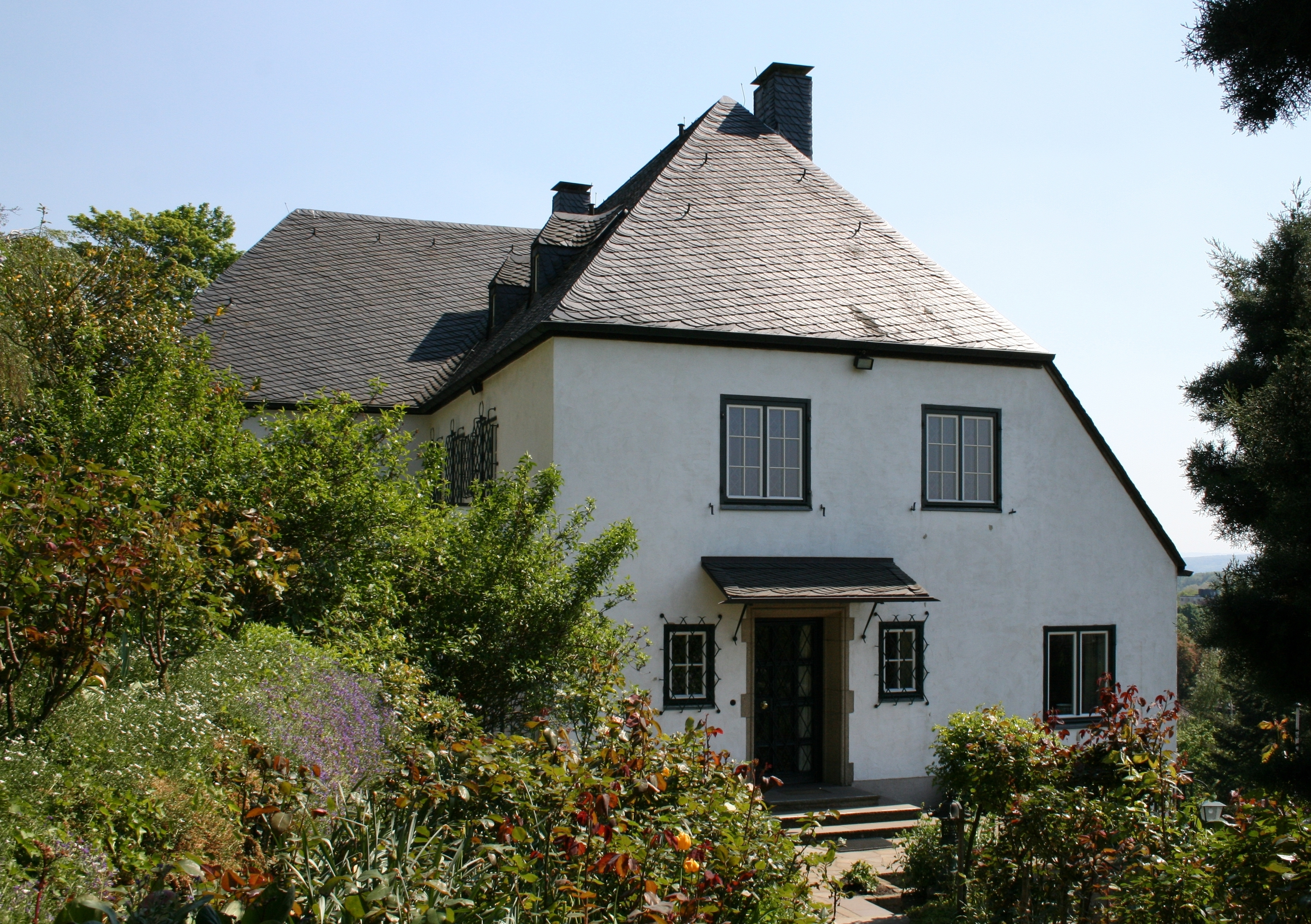
Adenauer-Haus in Rhöndorf

Im Oktober 1916 verstarb Emma Adenauer im Alter von 36 Jahren und hinterließ drei minderjährige Kinder. Den Witwer Konrad Adenauer belastete nach eigenen Aussagen der Verlust seiner Ehefrau und die Sorge um die Erziehung seiner Kinder in der folgenden Zeit schwer. Elf Monate nach dem Tod seiner Frau wählte die Kölner Stadtverordnetenversammlung Konrad Adenauer am 18. September 1917 zum Oberbürgermeister von Köln.
Über gemeinsame Interessen lernten sich Auguste Zinsser und Konrad Adenauer näher kennen. Nachdem sie zum katholischen Glauben konvertiert war, heiratete das Paar am 25. September 1919 in Köln.
Aus der Ehe gingen in den folgenden Jahren fünf Kinder hervor: Ferdinand (1920–1920), Paul (1923–2007), Charlotte (Lotte, 1925–2018), Elisabeth (Libet, 1928–2019) und Georg (1931–2020). Der älteste Sohn Ferdinand verstarb am 8. Juni 1920 vier Tage nach der Geburt. Maria Weyer, die Schwester Emma Weyers, unterstützte Auguste – genannt Gussie – Adenauer bei der Erziehung der Kinder. In den 1920er Jahren begleitete Auguste Adenauer ihren Mann bei offiziellen Anlässen und engagierte sich als Bezirksvorsitzende im Katholischen Deutschen Frauenbund.
Ab 1929 war sie Mitglied des geschäftsführenden Arbeitsausschusses des Frauenbeirats der Kölner Zentrumspartei. In der Folgezeit unterstützte sie soziale und künstlerische Vereine und Organisationen wie die Katholische Vereinigung für Kinder- und Jugendhilfe. Sie gehörte mit Alice Neven DuMont, Margarete Tietz, Nina Andreae, Dora Pferdmenges, Margarete Zanders, Edith von Schröder und Flossy von Oppenheim zu den Unterstützerinnen und Gründungsmitgliedern des Kölner Frauenkunstvereines Gedok, der von Ida Dehmel begründet wurde und in dem Frauen aus unterschiedlichen gesellschaftlichen Schichten organisiert waren.
Ende Februar 1933 unterschrieb sie mit fünf weiteren Frauen einen Wahlaufruf der Zentrumspartei zur Kommunalwahl am 12. März 1933, der sich gegen die Radikalisierung des deutschen Volkes, gegen den Hass und den Straßenterror aussprach.
Nachdem Konrad Adenauer von den Nationalsozialisten am 13. März 1933 als Oberbürgermeister von Köln abgesetzt worden war, tauchte er unter, um der drohenden Verhaftung zu entgehen. Gussie blieb zunächst mit den sieben Kindern in Köln. Als die Nationalsozialisten ihr Haus beschlagnahmten, zog sie mit den Kindern in das Krankenhaus St. Elisabeth Hohenlind. Sie folgte am 1. Mai 1934 ihrem Ehemann nach Neubabelsberg und zog 1935 mit ihm nach Rhöndorf, nachdem 1934 seine Eingabe an das Reichsministerium des Innern unter Wilhelm Frick auf Anstellung abgelehnt worden war. In Rhöndorf baute Augustes Bruder, der Architekt Ernst Zinsser, ein Eigenheim, das die Familie Adenauer 1937 beziehen konnte. Die Familie lebte vom Verkaufserlös des Kölner Stadthauses und von der gekürzten Pension Konrad Adenauers.

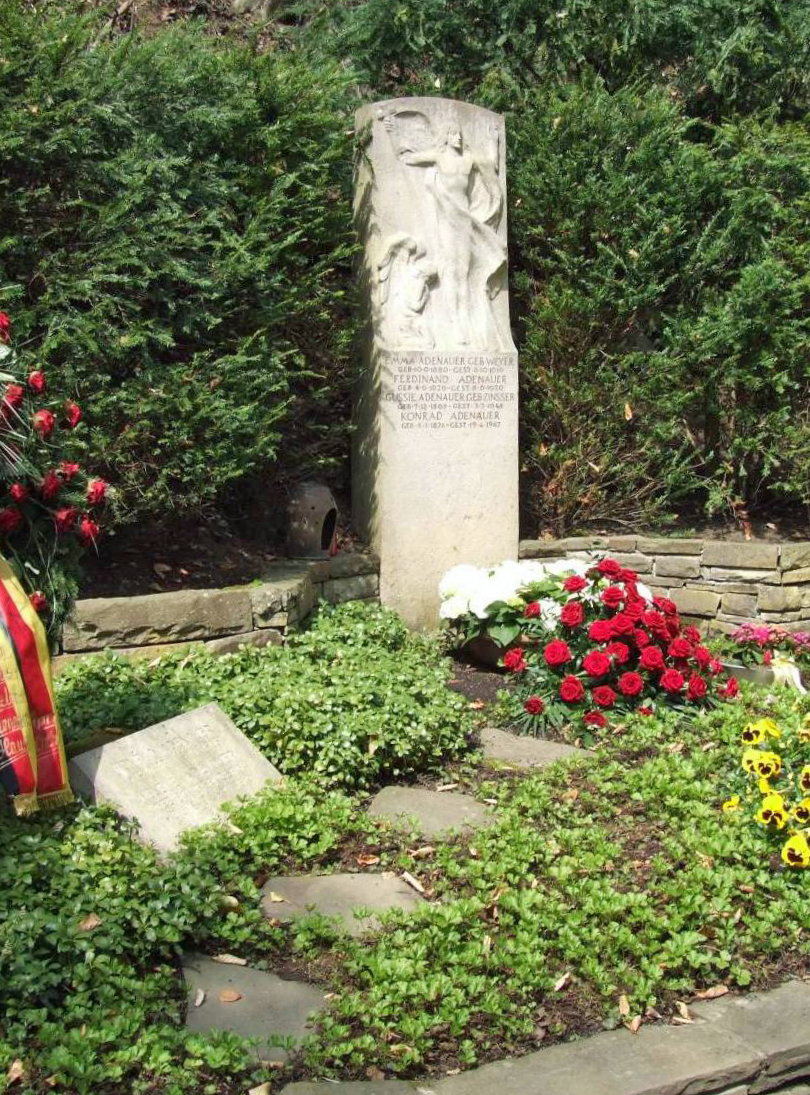
Grabstätte der Familie Adenauer auf dem Waldfriedhof in Rhöndorf

Nach dem gescheiterten Attentat auf Adolf Hitler am 20. Juli 1944 wurde Konrad Adenauer im Rahmen der Aktion Gitter am 23. August 1944 verhaftet und im Messelager Köln in Deutz inhaftiert. Während eines Krankenhausaufenthaltes in Köln-Hohenlind konnte er mit Hilfe von Helfern fliehen und im Westerwald untertauchen. Gussie Adenauer wurde in Rhöndorf verhaftet und in der Kölner Gestapozentrale EL-DE-Haus vom Leiter des Sonderkommandos der Aktion Gitter für den Kölner Gestapobereich, Kurt Bethke, verhört. Unter dem Druck der Verhöre und Misshandlungen verriet sie am 24. September 1944 den Aufenthaltsort Konrad Adenauers und die Namen seiner Fluchthelfer Fritz und Klaus Schliebusch. Beide Fluchthelfer wurden von der Gestapo inhaftiert und starben im März 1945 an den Folgen von Erkrankungen, die sie sich während der Haft zugezogen hatten. Anschließend wurde sie im Frauengefängnis in der Abtei Brauweiler inhaftiert. Konrad Adenauer wurde am frühen Morgen des 25. September 1944 verhaftet und ebenfalls nach Brauweiler gebracht. Aus Verzweiflung über ihren Verrat unternahm Gussie Adenauer in Brauweiler einen Suizidversuch, worauf sich ihr Gesundheitszustand dauerhaft verschlechterte. Sie wurde am 3. Oktober 1944 aus dem KZ Brauweiler entlassen. Dank der erfolgreichen Intervention von Max Adenauer wurde auch sein Vater Konrad am 26. November 1944 aus der Haft entlassen und kehrte nach Rhöndorf zurück.
Auguste Adenauer starb am 3. März 1948 in Bonn im Alter von 52 Jahren an den Spätfolgen des Suizidversuches von 1944. Sie wurde auf dem Waldfriedhof in Rhöndorf beigesetzt.